# Cytosol

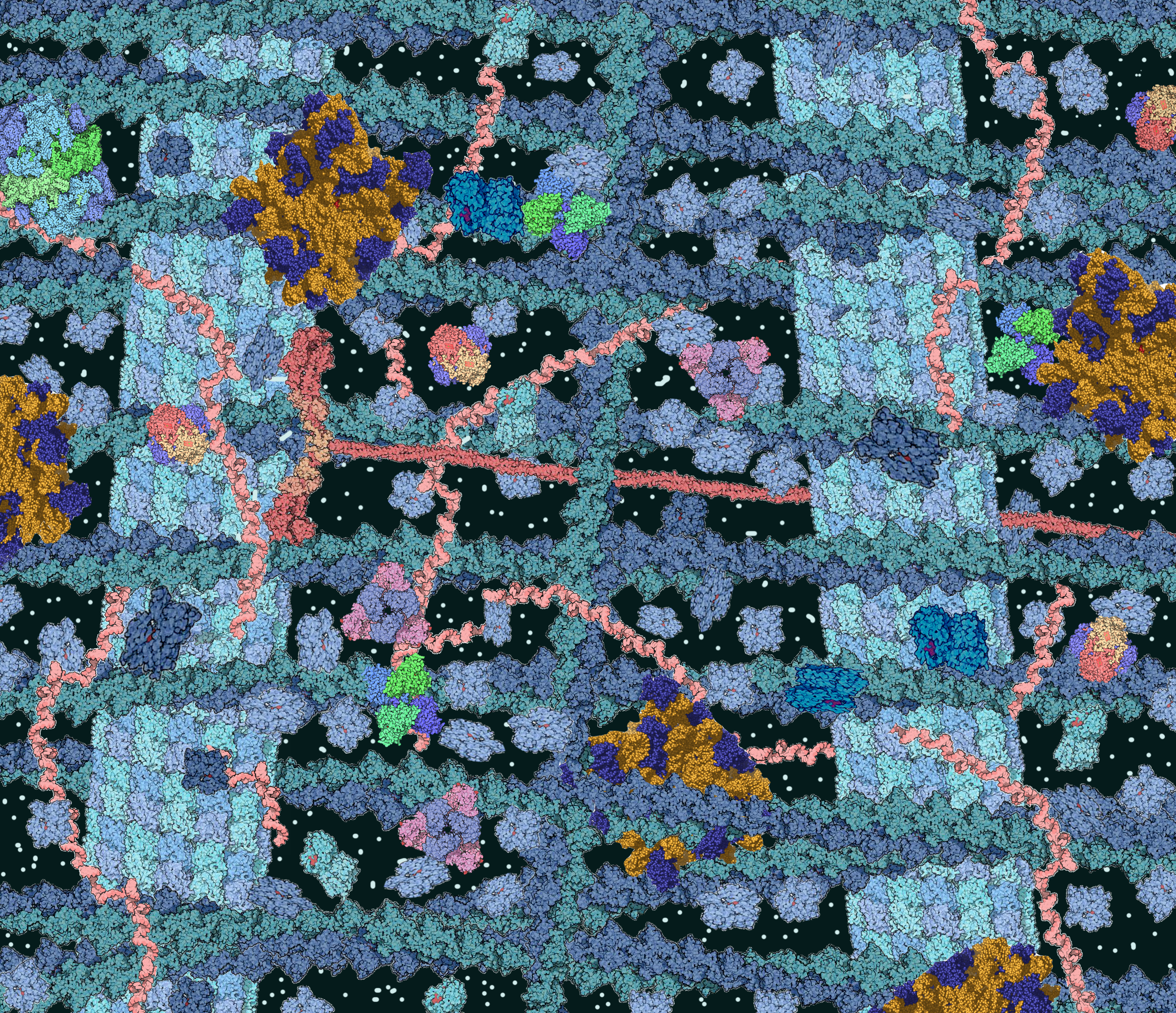
Cytosol je husté prostředí bohaté na různé makromolekuly, na tomto obrázku je patrná řada cytoskeletárních vláken i globulárních proteinů

Cytosol (též vnitrobuněčná či intracelulární tekutina) je část cytoplazmy, která omývá membránové váčky a další strukturní částice uvnitř buněk.

## Definice
Termín použil poprvé H.A. Lardy v roce 1965 a nejprve jím myslel tekutý materiál, který z buněk vyteče po jejich rozrušení a následném usazení nerozpustných částic ultracentrifugací. Taková v zásadě rozpustná složka buněk není to samé, jako rozpustná složka buněčné cytoplazmy – dnes se spíše označuje jako „cytoplazmická frakce“. Termín cytosol se dnes používá k označení tekuté fáze cytoplazmy v nepoškozené buňce, což tedy nezahrnuje cytoplazmu uvnitř organel.

## Vlastnosti
Vlastnosti cytosolu se liší v závislosti na typu buňky. U bakterií je převládající složkou buněk vůbec, zatímco u rostlinných buněk většinu prostoru vyplňuje vakuola. Cytosol se skládá především z vody, dále z rozpuštěných iontů, malých molekul i makromolekul rozpustných ve vodě, jako jsou bílkoviny. Většina rozpuštěných neproteinových molekul má molekulovou hmotnost nepřesahující 300 Da. Přes relativně nízkou velikost molekul je však směs neuvěřitelně komplexní a bohatá na různé typy látek (často metabolitů). Například rostliny jsou schopné vytvářet až 200 000 chemických látek (i když ne všechny budou přítomné v jednotlivé buňce u jediného rostlinného druhu). U bakteriálních buněk druhu Escherichia coli nebo u kvasinky Saccharomyces cerevisiae se odhaduje počet chemických látek na méně než 1000.

### Voda
Většinu cytosolu tvoří voda, až 70% celkového objemu typických buněk. Vnitrobuněčné pH cytosolické vody je 7,4. u lidí se udává rozmezí 7,0-7,4 (v závislosti např. na tom, zda buňka roste). Viskozita cytoplazmy je přibližně shodná s viskozitou čisté vody, nicméně rychlost difuze malých chemických látek cytosolem je asi čtyřikrát pomalejší, než v čisté vodě. Je to způsobeno především srážkami s makromolekulami, které v cytosolu jsou zastoupeny ve vysoké koncentraci a znesnadňují volný pohyb. Voda je zcela zásadní pro buněčné děje a důležitá je i její správná koncentrace. Už při poklesu množství vody o 20% se v buňce žábronožky Artemia zastaví metabolismus, veškeré buněčné děje ustanou při poklesu na 30% normálního stavu.
Dle často citovaných údajů je asi 5% vody pevně navázáno na povrch ve vodě rozpuštěných látek (vytváří kolem nich tzv. solvatační obal), zbytek cytosolické vody má běžnou strukturu jako čistá voda. Solvatační voda se nepodílí na osmóze a chová se odlišně i při rozpouštění látek – některé molekuly je schopná zakoncentrovat, ale jiné naopak ze solvatačních obalů vylučuje. Podle názoru jiných vědců se vysoká koncentrace rozpuštěných makromolekul projevuje na vlastnostech v podstatě veškeré vody v cytosolu, nikoliv jen té v bezprostřední blízkosti povrchu makromolekul. Je možné, že buňky obsahují oblasti s vyšší a nižší hustotou vody, což by mělo dalekosáhlé dopady na strukturu a funkci buněk jako takových. Nukleární magnetická rezonance tyto názory však spíše vyvrací; většina (85 %) vody uvnitř buněk se skutečně chová jako čistá voda.

### Ionty
Koncentrace iontů uvnitř buněk je často velmi rozdílná od koncentrace iontů mimo buňku (v tzv. mimobuněčném prostoru či prostě v okolním prostředí):
| Iont                         | Koncentrace v cytosolu (mM) | Koncentrace v krvi (mM) |
| ---------------------------- | --------------------------- | ----------------------- |
| Draselný iont                | 139                         | 4                       |
| Sodný iont                   | 12                          | 145                     |
| Chloridy                     | 4                           | 116                     |
| Hydrogenuhličitany           | 12                          | 29                      |
| Aminokyseliny (v proteinech) | 138                         | 9                       |
| Hořečnatý iont               | 0.8                         | 1.5                     |
| Vápenatý iont                | <0.0002                     | 1.8                     |

Ve srovnání s vnějškem se v cytosolu vyskytuje vysoká koncentrace draselných iontů, naopak sodné ionty jsou zastoupeny méně. Gradienty iontů jsou podstatné pro osmoregulaci a mezi vnitřním a vnějším prostředím buňky se neustále udržuje dynamická rovnováha, např. díky činnosti sodno-draselné pumpy a různých kanálů, jimiž ionty prostupují volně. Vápenaté ionty jsou uměle udržovány v nízké koncentraci, mají totiž důležitou signální funkci a je třeba je v buňce mít jen krátkodobě jako spouštěče různých signálních drah. Aby buňka zabránila šokovým stavům při náhlých osmotických změnách, v cytosolu jsou často přítomny i osmoprotektanty jako betainy či trehalóza. Někdy mohou díky nim buňky kompletně vyschnout a přesto přežít v procesu zvaném kryptobióza.

### Makromolekuly
Vnitrobuněčné bílkoviny, které nejsou navázané na buněčnou membránu nebo na cytoskelet, jsou rozpuštěny v cytosolu. Množství proteinů v buňkách je extrémně vysoké, dosahuje až 200 mg/ml a proteiny mohou zabírat až 20–30 % objemu cytosolu. Přesné stanovení množství proteinů rozpuštěných v cytosolu je nicméně poměrně nesnadný úkol, neboť lze jen velmi těžko odlišit např. bílkoviny slabě asociované s membránami či buněčnými organelami (a do cytosolu se dostávají až při experimentu). Při opatrném narušení buněčné membrány saponinem zůstane 75 % buněčných proteinů navázáno na buněčné membrány a vůbec se z buňky neuvolní. Takto narušené buňky byly schopné normálně vytvářet bílkoviny (pokud jim bylo dodáváno ATP a aminokyseliny), což ukazuje, že mnoho enzymů v cytosolu je volně navázáno např. na cytoskelet.
U prokaryot je v cytosolu navíc přítomna i DNA – genetický materiál uvnitř struktury zvané nukleoid.
Vysoká koncentrace makromolekul v cytosolu vede k efektu označovanému v anglické literatuře jako „macromolecular crowding“ („makromolekulární nahloučení“). V prostředí, kdy jsou makromolekuly přítomny ve vysokých koncentracích, se zvyšuje jejich efektivní koncentrace, neboť mají méně prostoru pro pohyb. Za takových podmínek se mění reakční rychlosti, vychylují se chemické rovnováhy reakcí a dochází ke změnám disociačních konstant pro různé makromolekulární uspořádání (příznivé podmínky pro vznik proteinových komplexů).